# Rogers Cup 2014
Rogers Cup presented by National Bank 2014, také známý pod názvem Canada Masters 2014, byl společný tenisový turnaj mužského okruhu ATP World Tour a ženského okruhu WTA Tour, hraný na otevřených dvorcích s tvrdým povrchem. Konal se mezi 2. až 10. srpnem 2014 ve dvou kanadských velkoměstech Torontu a Montréalu jako 125. ročník mužského a 113. ročník ženského turnaje.
Mužská polovina soutěže probíhala v torontském areálu s centrálním dvorcem Rexall Centre. Po grandslamu byla zařazena do druhé nejvyšší kategorie okruhu ATP Masters 1000 a její dotace činila 3 766 270 amerických dolarů. Ženská část s rozpočtem 2 440 070 dolarů se odehrávala v montréalském areálu s centrkurtem Uniprix Stadium. Na okruhu WTA patřila do kategorie WTA Premier 5. V Montréalu se hrál také turnaj legend. Turnaj byl součástí letní americké US Open Series 2014.
Obhájce titulu v mužské dvouhře Španěl Rafael Nadal se pro zranění pravého zápěstí z turnaje odhlásil.

## Distribuce bodů a finančních odměn

### Distribuce bodů
| Soutěž         | vítězové | finalisté | semifinalisté | čtvrtfinalisté | 16 v kole | 32 v kole | 64 v kole | Q  | Q2 | Q1 |
| -------------- | -------- | --------- | ------------- | -------------- | --------- | --------- | --------- | -- | -- | -- |
| dvouhra mužů   | 1000     | 600       | 360           | 180            | 90        | 45        | 10        | 25 | 16 | 0  |
| mužská čtyřhra | 1000     | 600       | 360           | 180            | 90        | 0         |           |    |    |    |
| ženská dvouhra | 900      | 585       | 350           | 190            | 105       | 60        | 1         | 30 | 20 | 1  |
| ženská čtyřhra | 900      | 585       | 350           | 190            | 105       | 5         |           |    |    |    |

### Finanční odměny
| Soutěž            | vítězové | finalisté | semifinalisté | čtvrtfinalisté | 16 v kole | 32 v kole | 64 v kole | Q2     | Q1     |
| ----------------- | -------- | --------- | ------------- | -------------- | --------- | --------- | --------- | ------ | ------ |
| dvouhra mužů      | $598 900 | $293 650  | $147 800      | $75 155        | $39 025   | $20 575   | $11 110   | $2 560 | $1 305 |
| dvouhra žen       | $441 000 | $220 000  | $110 100      | $50 700        | $25 135   | $12 900   | $6 630    | $3 700 | $1 900 |
| čtyřhra mužů*     | $185 470 | $90 800   | $45 550       | $23 380        | $12 080   | $6 370    |           |        |        |
| čtyřhra žen*      | $122 000 | $61 600   | $30 490       | $15 340        | $7 780    | $3 840    |           |        |        |
| * – částka na pár |          |           |               |                |           |           |           |        |        |

## Dvouhra mužů

### Nasazení
| Stát                              | Hráč                  | ATP | Nasazení |
| --------------------------------- | --------------------- | --- | -------- |
| Srbsko                            | Novak Djoković        | 1.  | 1.       |
| Švýcarsko                         | Roger Federer         | 3.  | 2.       |
| Švýcarsko                         | Stan Wawrinka         | 4.  | 3.       |
| Česko                             | Tomáš Berdych         | 5.  | 4.       |
| Španělsko                         | David Ferrer          | 6.  | 5.       |
| Kanada                            | Milos Raonic          | 7.  | 6.       |
| Bulharsko                         | Grigor Dimitrov       | 9.  | 7.       |
| Spojené království                | Andy Murray           | 10. | 8.       |
| Japonsko                          | Kei Nišikori          | 11. | 9.       |
| Spojené státy                     | John Isner            | 12. | 10.      |
| Lotyšsko                          | Ernests Gulbis        | 13. | 11.      |
| Francie                           | Richard Gasquet       | 14. | 12.      |
| Francie                           | Jo-Wilfried Tsonga    | 15. | 13.      |
| Španělsko                         | Roberto Bautista Agut | 16. | 14.      |
| Chorvatsko                        | Marin Čilić           | 18. | 15.      |
| Itálie                            | Fabio Fognini         | 19. | 16.      |
| Španělsko                         | Tommy Robredo         | 20. | 17.      |
| Žebříček ATP k 28. červenci 2014. |                       |     |          |

### Jiné formy účasti
Následující hráči obdrželi divokou kartu do hlavní soutěže:
- Frank Dancevic
- Nick Kyrgios
- Peter Polansky
- Jack Sock

Následující hráč získal ke startu v turnaji zvláštní výjimku:
- Donald Young

Následující hráči postoupili z kvalifikace:
- Tobias Kamke
- Thanasi Kokkinakis
- Benoît Paire
- Michael Russell
- Brayden Schnur
- Tim Smyczek
- Bernard Tomic

Následující hráč postoupil jako šťastný poražený:
- Malek Džazírí

### Odhlášení
před zahájením turnaje
- Nicolás Almagro (zranění chodidla)
- Carlos Berlocq
- Juan Martín del Potro (zranění zápěstí)
- Alexandr Dolgopolov (zranění kolene)
- Tommy Haas (zranění ramene)
- Florian Mayer (poranění třísla)
- Rafael Nadal (zranění zápěstí)
- Kei Nišikori (zranění pravého chodidla)
- Dmitrij Tursunov
- Fernando Verdasco

## Mužská čtyřhra

### Nasazení
| Stát                                                                                       | Hráč              | Stát          | Hráč                   | ATP1 | Nasazení |
| ------------------------------------------------------------------------------------------ | ----------------- | ------------- | ---------------------- | ---- | -------- |
| Spojené státy                                                                              | Bob Bryan         | Spojené státy | Mike Bryan             | 2.   | 1.       |
| Rakousko                                                                                   | Alexander Peya    | Brazílie      | Bruno Soares           | 6.   | 2.       |
| Kanada                                                                                     | Daniel Nestor     | Srbsko        | Nenad Zimonjić         | 11.  | 3.       |
| Chorvatsko                                                                                 | Ivan Dodig        | Brazílie      | Marcelo Melo           | 17.  | 4.       |
| Francie                                                                                    | Julien Benneteau  | Francie       | Édouard Roger-Vasselin | 19.  | 5.       |
| Indie                                                                                      | Leander Paes      | Česko         | Radek Štěpánek         | 21.  | 6.       |
| Španělsko                                                                                  | Marcel Granollers | Španělsko     | Marc López             | 30.  | 7.       |
| Francie                                                                                    | Michaël Llodra    | Francie       | Nicolas Mahut          | 37.  | 8.       |
| Žebříček ATP k 28. červenci 2014; číslo je součtem žebříčkového postavení obou členů páru. |                   |               |                        |      |          |

### Jiné formy účasti
Následující páry obdržely divokou kartu do hlavní soutěže:
- Frank Dancevic /  Adil Shamasdin
- Vasek Pospisil /  Jack Sock

### Odhlášení
před zahájením turnaje
- Vasek Pospisil (poranění pravé nohy)

## Ženská dvouhra

### Nasazení
| Stát                              | Hráčka                    | WTA1) | Nasazení |
| --------------------------------- | ------------------------- | ----- | -------- |
| Spojené státy                     | Serena Williamsová        | 1.    | 1.       |
| Česko                             | Petra Kvitová             | 4.    | 2.       |
| Polsko                            | Agnieszka Radwańská       | 5.    | 3.       |
| Rusko                             | Maria Šarapovová          | 6.    | 4.       |
| Kanada                            | Eugenie Bouchardová       | 7.    | 5.       |
| Německo                           | Angelique Kerberová       | 8.    | 6.       |
| Srbsko                            | Jelena Jankovićová        | 9.    | 7.       |
| Bělorusko                         | Viktoria Azarenková       | 10.   | 8.       |
| Srbsko                            | Ana Ivanovićová           | 11.   | 9.       |
| Slovensko                         | Dominika Cibulková        | 12.   | 10.      |
| Dánsko                            | Caroline Wozniacká        | 13.   | 11.      |
| Itálie                            | Flavia Pennettaová        | 14.   | 12.      |
| Itálie                            | Sara Erraniová            | 15.   | 13.      |
| Španělsko                         | Carla Suárezová Navarrová | 16.   | 14.      |
| Česko                             | Lucie Šafářová            | 17.   | 15.      |
| Německo                           | Andrea Petkovicová        | 18.   | 16.      |
| Žebříček WTA k 28. červenci 2014. |                           |       |          |

### Jiné formy účasti
Následující hráčky obdržely divokou kartu do hlavní soutěže:
- Françoise Abandaová
- Ajla Tomljanovićová
- Aleksandra Wozniaková

Následující hráčka použila chráněný žebříček, k tomu aby získala vstup do rozlosování:
- Romina Oprandiová

Následující hráčky postoupily z kvalifikace:
- Timea Bacsinszká
- Kiki Bertensová
- Lauren Davisová
- Stéphanie Duboisová
- Karin Knappová
- Mónica Puigová
- Julia Putincevová
- Shelby Rogersová
- Tereza Smitková
- Coco Vandewegheová
- Heather Watsonová
- Yanina Wickmayerová

Následující hráčky postoupily jako šťastné poražené:
- Karolína Plíšková
- Jelena Vesninová

### Odhlášení
před zahájením turnaje
- Li Na (zranění kolene)
- Yvonne Meusburgerová
- Kurumi Naraová (zranění kyčle)
- Andrea Petkovicová (virové onemocnění)
- Věra Zvonarevová

#### Skrečování
- Světlana Kuzněcovová

## Ženská čtyřhra

### Nasazení
| Stát                                                                                       | Hráčka                  | Stát          | Hráčka                 | WTA1 | Nasazení |
| ------------------------------------------------------------------------------------------ | ----------------------- | ------------- | ---------------------- | ---- | -------- |
| Itálie                                                                                     | Sara Erraniová          | Itálie        | Roberta Vinciová       | 2.   | 1.       |
| Tchaj-wan                                                                                  | Sie Šu-wej              | Čína          | Pcheng Šuaj            | 7.   | 2.       |
| Česko                                                                                      | Květa Peschkeová        | Slovinsko     | Katarina Srebotniková  | 13.  | 3.       |
| Zimbabwe                                                                                   | Cara Blacková           | Indie         | Sania Mirzaová         | 15.  | 4.       |
| Rusko                                                                                      | Jekatěrina Makarovová   | Rusko         | Jelena Vesninová       | 17.  | 5.       |
| Spojené státy                                                                              | Raquel Kopsová-Jonesová | Spojené státy | Abigail Spearsová      | 26.  | 6.       |
| Maďarsko                                                                                   | Tímea Babosová          | Francie       | Kristina Mladenovicová | 31.  | 7.       |
| Rusko                                                                                      | Alla Kudrjavcevová      | Austrálie     | Anastasia Rodionovová  | 40.  | 8.       |
| Žebříček WTA k 28. červenci 2014; číslo je součtem žebříčkového postavení obou členů páru. |                         |               |                        |      |          |

### Jiné formy účasti
Následující páry obdržely divokou kartu do hlavní soutěže:
- Françoise Abandaová /  Stéphanie Duboisová
- Gabriela Dabrowski /  Šachar Pe'erová
- Kirsten Flipkensová /  Petra Kvitová

Následující páry se dostaly do hlavní soutěže jako náhradníci:
- Darija Juraková /  Megan Moultonová-Levyová

### Odhlášení
před zahájením turnaje
- Andrea Petkovicová (virové onemocnění)

## Přehled finále

### Mužská dvouhra
- Jo-Wilfried Tsonga vs.  Roger Federer, 7–5, 7–6(7–3)

### Ženská dvouhra
- Agnieszka Radwańská vs.  Venus Williamsová, 6–4, 6–2

### Mužská čtyřhra
- Alexander Peya /  Bruno Soares vs.  Ivan Dodig /  Marcelo Melo, 6–4, 6–3

### Ženská čtyřhra
- Sara Erraniová /  Roberta Vinciová vs.  Cara Blacková /  Sania Mirzaová, 7–6(7–4), 6–3